# 1998 في المغرب
الأحداث في العام 1998 في المغرب.

## الحكم
- الملك: الحسن الثاني
- رئيس الحكومة: عبد الرحمان اليوسفي
- وزير الداخلية: إدريس البصري

## الرياضة
- شارك المغرب في منافسات نهائي كأس العالم 1998 بفرنسا:
- 15 يونيو 2018: تعادل مع  النرويج بـ 2-2
- 20 يونيو 2018: إنهزم أمام  البرازيل بـ 3-0
- 25 يونيو 2018: فاز على  إسكتلندا بـ 3-0
- فاز نادي الرجاء البيضاوي بالدوري المغربي لكرة القدم 1997–98.

## كتب
- رواية: شجيرة حناء وقمر، للكاتب: أحمد التوفيق.
- خرائطية الكتابة، للكاتب: المصطفى حسناوي.
- كتاب: المتن الغائب (دراسات في الفكر المغربي الحديث)، للكاتب: عثمان أشقرا.
- رواية: أفواه واسعة، تأليف: محمد زفزاف.
- رواية: غواية الشحرور الأبيض، تأليف: محمد شكري.
- رواية: خط الفزع، تأليف: إدريس بلمليح.

## أفلام
- أصدقاء الأمس (فيلم)
- الباب المسدود (فيلم)
- زنقة القاهرة (فيلم)

## جوائز
- تقاسم الروائيان محمد زفزاف ومراد خير الله > جائزة الأطلس الكبير للمغرب لعام 1998م. نال زفزاف الجائزة عن روايته «ببيضة الديك». وخير الله عن روايته «الكتل الحية» ، كما مُنحت اللجنة جائزة للأديبة عائشة الشنا عن كتابها «الشهادة ميزيريا».[1]

## وفيات
- 21 سبتمبر: عبد الغني بوستة،(49 سنة)، سياسي مغربي معارض، كان من مؤسسي حركة الاختيار الثوري.
- 7 دسمبر: الحسين التولالي، (74 سنة)، فنان موسيقي مغربي.